# Каплевич, Павел Михайлович
Па́вел Миха́йлович Капле́вич (род. 19 марта 1959, Туапсе, Краснодарский край, СССР) — российский художник и продюсер театра и кино. Заслуженный деятель искусств РФ (2007).

## Биография
Родился 19 марта 1959 года в Туапсе. Окончил актёрский факультет Школы-студии МХАТ им. В. И. Немировича-Данченко в 1980 году. После непродолжительной работы актёром в Ленинградском ТЮЗе начал рисовать и сменил сферу деятельности. Специального художественного образования не получил.
Первыми работами Каплевича как художника стали спектакли Анатолия Васильева «Серсо», а также «Шестеро персонажей в поисках автора» и «Бесы» в Театре «Школа драматического искусства». Многолетнее сотрудничество связывает художника с режиссёрами Петром Фоменко, Галиной Волчек, Владимиром Мирзоевым, Олегом Меньшиковым, Ниной Чусовой.
В 2007 году был приглашён Александром Сокуровым для работы над постановкой оперы «Борис Годунов» М. Мусоргского в Большом театре. Для спектакля было изготовлено более 900 костюмов по инновационному авторскому методу работы с тканями. В 2014 году он стал автором идеи и костюмов для постановки «Щелкунчик. Опера» на сцене театра «Новая опера».
 Является инициатором проекта «Новая русская классика», в котором занимается созданием новых русских опер. В июне 2017 года в московском театре «Геликон-опера» состоялась мировая премьера «Чаадский» Александра Маноцкова в постановке Кирилла Серебренникова, где Каплевич выступил соавтором либретто и продюсером.
Участвовал в оформлении Дней Русской Культуры в Таиланде, Франции, Польше. На книжной ярмарке Salon du livre в Париже в 2005 году был автором русского павильона. В 2014 году оформил церемонию открытия нового пространства «Ленинград Центра», а в 2015 году построил декорации для шоу «Москвариум» на ВДНХ.
 Летом 2017 года проходила выставка «ПроЯвление» — медиапроект-диалог Каплевича с картиной Александра Иванова «Явление Христа народу» из Третьяковской галереи. Побывав в павильоне, спроектированном архитектором Сергеем Чобаном перед главным зданием галереи, посетители могли видеть эскизы к картине по-новому, взглядом современного художника. Выполненное один в один с размерами картины Александра Иванова (540 × 750 см), произведение Каплевича «оживало» при помощи современных технологий и вовлекало в мир, созданный художником-классиком сто пятьдесят лет назад.
В разные годы персональные выставки Каплевича проходили в галерее «Триумф», в галереи Ольги Хлебниковой в ЦДХ, и в Санкт-Петербургском государственном музее театрального и музыкального искусства. Работы художника находятся в собрании многих музеев мира, в том числе в Третьяковской галерее, Русском музее, Театральном музее им. Бахрушина.
Работает в кино и на телевидении (был наставником участников в русской версии проекта «Подиум»). В 2012 году вёл курс магистратуры при Школе-Студии МХАТ.

### Семья
Был женат на Екатерине Бонч-Бруевич, сын — Максим (род. 1996).

## Театральные работы
- 1985 — «Серсо» В. Славкина, Театр на Таганке (художник по костюмам)
- 1987 — «Шестеро персонажей в поисках автора» Л. Пиранделло, Театр «Школа драматического искусства»
- 1988 — «Бесы» по роману Ф. Достоевского, Театр «Школа драматического искусства»
- 1988 — «Полуденный раздел» по пьесе П. Клоделя, Творческие мастерские СТД
- 1988 — «Фрекен Жюли» по пьесе А. Стриндберга, Творческие мастерские СТД (совм. с Б. Шаповаловым)
- 1989 — «Тлеющие угли» по пьесе С. Беккета, Московский театр кукол (художник по костюмам)
- 1989 — „Возможности «А»“ по пьесе Н. Баркера, Творческие мастерские СТД
- 1990 — «Калигула» А. Камю, Театр им. Моссовета
- 1990 — «Ревизор» Н. Гоголя, Торонто «Экуити Шоу Кейс»
- 1991 — «Государь ты наш, батюшка…» сцены из пьесы Фридриха Горенштейна «Детоубийца», Театр имени Е. Б. Вахтангова (художник по костюмам) [4]
- 1993 — «N (Нижинский)» А. Бурыкина, Театральное Агентство «Богис»[5]
- 1994 — «Женитьба» Н. Гоголя, Московский драматический театр им. К. С. Станиславского (совм. с Д. Алексеевым)
- 1994 — «Кто сильней», «Пария» по пьесам А. Стриндберга, Московский драматический театр им. К. С. Станиславского
- 1994 — «Пигмалион» Б. Шоу, Театр «Современник» [6]
- 1996 — «Укрощение строптивой» У. Шекспира, Русский драматический театр, Вильнюс, Литва (совм. с Е. Панфиловой)[7]
- 1996 — «Хлестаков» по пьесе Н. Гоголя «Ревизор», Московский драматический театр им. К. С. Станиславского
- 1997 — «В поисках чудесного», балет-опера, Московский драматический театр им. К. С. Станиславского (художник по костюмам)
- 1997 — «Вишнёвый сад» А. Чехова, Театр «Современник» (совм. с П. Кирилловым)[8]
- 1997 — «Голуби», по пьесе Михаила Угарова, Московский драматический театр им. К. С. Станиславского (художник по костюмам)
- 1997 — «Тот этот свет», Алексея Казанцева, Московский драматический театр им. К. С. Станиславского (художник по костюмам)
- 1998 — «Амфитрион» Мольера, Театр имени Е. Б. Вахтангова[9]
- 1998 — «Горе от ума» А. Грибоедова, Театральное товарищество 814
- 1998 — «Две женщины» по пьесе И. Тургенева «Месяц в деревне», Театр «Ленком» (художник по костюмам)
- 1999 — «Двенадцатая ночь» У. Шекспира, Театр имени Станиславского[10]
- 1999 — «Три товарища» Э. Ремарка, Театр «Современник» (художник по костюмам)[11]
- 2000 — «Коллекция Пинтера», по пьесе Г. Пинтера[12]
- 2000 — «Миллионерша», по пьесе Б. Шоу, Независимый театральный проект (совм. с А. Коженковой)
- 2001 — «Сирано де Бержерак», по пьесе Э. Ростана, Театр имени Е. Б. Вахтангова (художник по костюмам)[13]
- 2002 — «Имаго», Антреприза П. Каплевича
- 2004 — «Гроза» А. Островского, Театр «Современник»
- 2007 — «Борис Годунов» М. Мусоргского, Большой театр (художник по костюмам)
- 2008 — «Екатерина Великая» С. Дрезнина, Свердловский театр музыкальной комедии[14]
- 2010 — «Джентльменъ» А. Сумбатова-Южина, Театр «Современник»[15]
- 2013 — «Игра в джин» Д. Кобурна, Театр «Современник»[16]
- 2013 — «Яма» С. Дрезнина по мотивам повести А. Куприна, Свердловский театр музыкальной комедии[17]
- 2014 — «Щелкунчик. Опера» П. Чайковского, Театр «Новая опера» (соавтор идеи, либретто, художник по костюмам)[18]
- 2015 — «Двое на качелях» У. Гибсона, Театр «Современник» [19]

## Работы в кино
- 1988 — Муж и дочь Тамары Александровны, художник по костюмам
- 1989 — Посвящённый, художник по костюмам совм. с Н. Замахиной
- 1990 — Моя морячка, в титрах — Павел Ковалинский
- 1990 — Такси-блюз, художник по костюмам
- 1991 — Анна Карамазофф, консультант
- 1991 — Гробовщик (телеспектакль, Центральное телевидение)
- 1992 — Луна-парк, совм. с В. Постернаком
- 1992 — Трактористы 2, художник по костюмам совм. с Т. Ильевцевой
- 1994 — Лимита, совм. с Н. Майоровым
- 1999 — Мама, художник по костюмам совм. с И. Милаковой
- 2008 — Обитаемый остров, подбор актёров совм. с Е. Тихоновой, Т. Комаровой

## Награды
- 1993 — «Хрустальная роза» Виктора Розова за спектакль «N (Нижинский)»
- 1998 — «Чайка» за спектакли «Амфитрион» и «Две женщины»
- 2005 — премия газеты «Московский комсомолец» за спектакль «Тартюф»
- 2009 — «Золотая маска» — лучшая работа художника по костюмам в спектакле «Екатерина Великая»[20]
- 2014 — «Лучшая работа художника» на конкурсе и фестивале «Браво! — 2013» — за сценографию и костюмы к спектаклю «Яма» в Свердловском театре музыкальной комедии[21]